# Ca la Sastra
Ca la Sastra és una obra de Santa Pau (Garrotxa) inclosa a l'Inventari del Patrimoni Arquitectònic de Catalunya.

## Descripció
És una casa de planta baixa, amb porxo, i dos pisos. Només conserva la porta d'entrada original. És de reduïdes dimensions, d'estil gòtic. Està emmarcada per una senzilla corda de pedra que a la part de la llinda dibuixa un triangle a manera de frontó, a l'interior del qual hi ha esculpida una mà que sosté la bola del món i la creu de Crist.

## Història
Com totes les cases que formen la plaça porticada, deu la seva edificació a l'expansió propugnada pels barons de Santa Pau. A la llinda de la porta conserva una data molt malmesa: 1?70. Cal recordar que la noble família de Porqueres va ser el tronc i l'arrel dels Santa Pau i després de la venda del castell de Porqueres per part de Ramon Ademar III al monestir de Banyoles s'estableixen al castell que tenien a Santa Pau. És en aquest moment, 1250, quan s'inicia la història baronial de santa Pau.